# Julian Winn
Pour les articles homonymes, voir Winn.
Julian Winn, né le 23 septembre 1972 à Abergavenny aux Pays de Galles, est un coureur cycliste britannique.

## Palmarès et résultats

### Par année
- 1997
  - 2e du Manx Trophy
- 1998
  -  Champion du Pays de Galles sur route
  - 4e étape du Prudential Tour
- 1999
  -  Champion de Grande-Bretagne de poursuite par équipes
  - 3e de l'Archer Grand Prix
- 2000
  -  Champion du Pays de Galles sur route
  - Manx Trophy
  - FBD Insurance Rás
    - Classement général
    - 3e étape

  - 2e du Tour de Guadeloupe
  - 2e des Girvan Three Day
- 2001
  - Perfs Pedal Race
  - Tour of the North
  - 8eb étape du Tour de la Guadeloupe (contre-la-montre)
  - 2e du Lincoln Grand Prix
  - 3e du Tour of the Reservoir
- 2002
  -  Champion de Grande-Bretagne sur route
  - Tour de Northumberland :
    - Classement général
    - 1re et 2e étapes

  - 3e et 6e étapes du Tour de Serbie
- 2003
  - Grand Prix de Villers-Cotterêts
  - 2e du championnat de Grande-Bretagne du contre-la-montre
- 2004
  - Perfs Pedal Race
  - 1re, 2e, 3e et 6e étapes de l'UAE International Emirates Post Tour
  - Archer Grand Prix
  - 2e des Girvan Three Day
  - 2e de l'Eddie Soens Memorial
- 2005
  -  Champion du Pays de Galles de cyclo-cross
  - Mersey Road Two Day :
    - Classement général
    - 2e et 3e étapes

  - 3e de la Perfs Pedal Race
  - 3e de la Surrey League Stage Race
- 2006
  -  Champion du Pays de Galles de cyclo-cross
  - 3e étape du Tour du Siam
- 2007
  -  Champion du Pays de Galles de cyclo-cross

### Résultat sur les grands tours

#### Tour d'Italie
1 participation 
- 2003 : 82e

### Classements mondiaux
| Année         | 2006 |
| ------------- | ---- |
| UCI Asia Tour | 169e |